# Jack Levine
Jack Levine (* 3. Januar 1915 in Boston; † 8. November 2010 in Manhattan) war ein US-amerikanischer Maler.

## Werdegang
Jack Levine wuchs im South End von Boston als Sohn eines Schuhmachers auf. Seine Eltern waren litauisch-jüdischer Herkunft und er hatte sieben ältere Geschwister. Als Jack Levine acht Jahre alt war, zog er mit seiner Familie nach Roxbury um, wo er schon in frühen Jahren in Malerei unterrichtet wurde. 1930, mit vierzehn Jahren, wurde er zum Malereistudium an der Harvard University bei Denman Ross zugelassen.
Seine Inspiration bezog er sowohl bei den alten Meistern Titian, Velázquez, Goya, den niederländisch-flämischen Meistern Van Eyck and Van der Weyden als auch bei den deutschen Expressionisten wie George Grosz and Oskar Kokoschka.
1936 wurden zwei seiner Malereien bei einer Gruppenausstellung im Museum of Modern Art ausgestellt. 1939 fand seine erste Einzelausstellung in der Downtown Gallery in New York statt. Sein Werk wurde auf zahlreichen Ausstellungen in den USA gezeigt.
Sein Vater, ein nichtpraktizierender Jude, starb 1939. Thematisch beschäftigt Levine sich mit korrupten Politikern, sozialen Ungerechtigkeiten und menschlichen Schwächen. In späteren Jahren wählte er für einige Werke biblische Themen und bezog sich so auf seine jüdische Herkunft. Zusammen mit Hyman Bloom und Karl Zerbe wird Levine dem figurativen Expressionismus zugeordnet. Während des Zweiten Weltkriegs diente er von 1942 an dreieinhalb Jahre in der Armee.
1946 zog Levine nach New York und heiratete Ruth Gikow, eine Malerin ukrainischer Herkunft, die 1982 starb. Mit ihr hatte er eine Tochter, die Malerin Susanna Levine Fisher.
David Sutherland veröffentlichte 1985 ein filmisches Porträt. Die Dokumentation trägt den Titelː „Jack Levine: Feast of Pure Reason“.

Zu den Beweggründen für seine Kunst äußerte sich Levine 1976 wie folgtː 

„I am primarily concerned with the condition of man. The satirical direction I have chosen is an indication of my disappointment in man, which is the opposite way of saying that I have high expectations for the human race.“

1949 wurde Levine in die American Academy of Arts and Sciences und 1956 in die American Academy of Arts and Letters gewählt. 1982 wurde er in New York zum Mitglied (NA) der National Academy of Design gewählt.